# 福寿院 (東京都北区)
福寿院（ふくじゅいん）は、東京都北区にある曹洞宗の寺院。

## 歴史
1536年（天文5年）、泰翁徳陽によって開山された。泰翁徳陽は鳳生寺の第3世住職であり、当寺は鳳生寺の末寺であった。
明治初期、赤羽学校（後の北区立赤羽小学校）の仮校舎が置かれていた。後に日本鉄道本線（現・JR東日本東北本線）の用地となったため、現在地に移転している。

## 所蔵仏像
以下の仏像を所蔵している。
- 薬師三尊像 - 製作年代：江戸時代後期、品質構造：木造

## 交通アクセス
- 赤羽岩淵駅より徒歩2分。